# 鐵行大廈

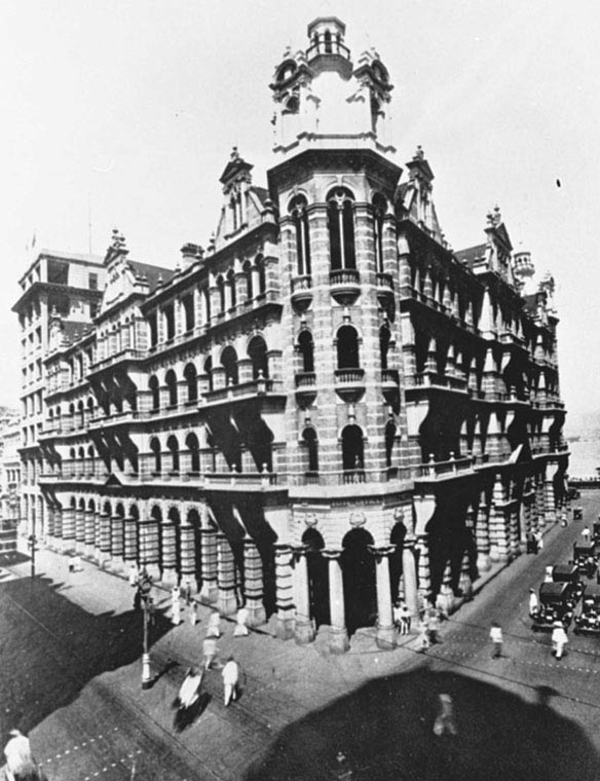
1946年的鐵行大廈（郵政總局後方之建築）

鐵行大廈（英文：P&O Building）是香港一座已拆卸的建築，位於香港島中環干諾道中13至14號及德輔道中21至23號。大樓由鐵行輪船公司興建及冠名，第一代的建築於1920年代落成，位於當時香港郵政總局西邊，樓高4層，屬英國文藝復興時期風格建築。第二代建築於1962年年底原址重建，於1966年建成，為一幢16層高的大樓。該建築於1976-79年間曾由香港置地短暫購入，最終由長江實業佔65%的財團收購，並於1980年拆卸，重建成歐陸貿易中心，1982年落成。